# Вібродіагностика
Вібраці́йна діагно́стика — це метод діагностування технічних систем і устаткування, заснований на аналізі параметрів вібрації, що створюється працюючим обладнанням або є вторинною вібрацією, яка зумовлена структурою досліджуваного об'єкта. Вібраційна діагностика, як і інші методи технічної діагностики, покликана здійснювати пошук несправностей і оцінювати технічний стан досліджуваного об'єкта.

## Діагностичні параметри
При вібраційному діагностуванні аналізуються:
- вібропереміщення — миттєве значення кожної з координат, які описують положення тіла чи матеріальної точки під час вібрації;
- віброшвидкість — похідна вібропереміщення за часом;
- віброприскорення — похідна віброшвидкості за часом.

Діагностичними параметрами можуть бути наступні:
- ПІК — амплітудне (позитивне) значення сигналу;
- СКЗ — середньо-квадратичне значення (діюче значення) сигналу;
- ПІК-фактор — відношення параметра ПІК до СКЗ;
- ПІК-ПІК — різниця між позитивною амплітудою і модулем від'ємної амплітуди.

## Застосування методу
Найбільшого розвитку метод отримав при діагностуванні підшипників кочення. Також вібраційний метод успішно застосовується при діагностуванні колісно-редукторних блоків на залізничному транспорті.
Заслуговують на увагу віброакустичні методи пошуку витоків газу у гідроустаткуванні. Суть цих методів полягає у тому, що рідина або газ, дроселюючись через щілини і зазори, створює турбулентність, що супроводжується пульсаціями тиску, і, як наслідок, в спектрі вібрацій і шуму з'являються гармоніки відповідних частот. Аналізуючи амплітуду цих гармонік, можна судити про наявність (відсутність) витоків.
Інтенсивний розвиток методу в останні роки пов'язаний із здешевленням електронних обчислювальних засобів і спрощенням аналізу вібраційних сигналів.